# Pouteria coriacea
Pouteria coriacea är en tvåhjärtbladig växtart som först beskrevs av Jean Baptiste Louis Pierre, och fick sitt nu gällande namn av Jean Baptiste Louis Pierre. Pouteria coriacea ingår i släktet Pouteria och familjen Sapotaceae. Inga underarter finns listade i Catalogue of Life.